# Vaesiet
Vaesiet is een nikkelhoudend mineraal, behorende tot de sulfidegroep, met de chemische formule NiS2. Het mineraal is zilvergrijs tot zwart en bezit een kubische kristalstructuur. Het is noch magnetisch, noch radioactief.
Vaesiet werd ontdekt in 1945 en werd vernoemd naar de Belgische mineraloog Johannes Vaes. De typelocatie is de provincie Katanga in de Democratische Republiek Congo, waar het meestal samen met cattieriet wordt aangetroffen.